# Christian Hein
Christian Hein (* 6. September 1982 in Würzburg) ist ein deutscher Schwimmer. Seine Spezialdisziplinen sind die langen Freistilstrecken, hier besonders das Freiwasserschwimmen, das ab 2008 mit der 10-km-Strecke olympisch ist. Der Wirtschaftsingenieur-Student wohnt in Mainz und startet für die SG EWR Rheinhessen Mainz, deren Cheftrainer seit Dezember 2008 Lothar Schubert ist. Seit dem 28. April 2009 ist Christian Hein auch Präsident der SG Rheinhessen Mainz e. V.

## Erfolge
insgesamt:
- 7 Titel bei Deutschen Meisterschaften über 400, 800, 1500 m Freistil, 5 und 10 km Freiwasser und 4 × 200-m-Freistilstaffel
- dreifacher Vizeweltmeister (2003 über 5 und 10 km, 2004 über 5 km)
- zwei Medaillen bei den Europameisterschaften 2006 (Zweiter über 5 km, Dritter über 10 km)
- Olympiateilnehmer 2004 Athen, beste Platzierung Rang 10 über 400 m Freistil